# اوتوغان (شهرستان ایسیق‌آتا)
اوتوغان (به قرقیزی: Өтөгөн، ۅتۅعۅن) یک منطقهٔ مسکونی در قرقیزستان است که در شهرستان ایسیق‌آتا واقع شده‌است. اوتوغان ۸۶۰ نفر جمعیت دارد و ۱٬۱۴۴ متر بالاتر از سطح دریا واقع شده‌است.